# Kẻ thù của nhà nước
Kẻ thù của nhà nước là người bị bị cáo buộc phạm tội chính trị chống lại nhà nước, chẳng hạn như tội phản quốc. Khi chỉ định một số cá nhân và tổ chức là kẻ thù của nhà nước, chính phủ có thể thực hiện việc đàn áp chính trị đối với đối thủ chính trị, chẳng hạn như những người bất đồng chính kiến; do đó một chính phủ có thể biện minh cho việc đàn áp chính trị là bảo vệ an ninh quốc gia của đất nước và quốc gia.

## Ví dụ

### Chính trị
- Dưới thời La Mã cổ đại, một số đảng phái có thể bị coi là kẻ thù của nhà nước thông qua các hành động công khai cụ thể dẫn đến tình trạng chiến tranh được chính thức công nhận.[1] Thuật ngữ cấm đoán trong tiếng Latinh được sử dụng để lên án chính thức những kẻ thù của nhà nước.[2]
- Thuật ngữ "kẻ thù của nhân dân" ở Liên Xô trong thời kỳ chủ nghĩa Stalin.
- Những người cộng sản bị coi là kẻ thù của nhà nước ở Indonesia kể từ năm 1965. Việc trưng bày các biểu tượng cộng sản hoặc cố gắng truyền bá hệ tư tưởng này được coi là hành vi phản quốc và khủng bố cao độ có thể bị phạt tù lên tới 20 năm.[3]
- Người Do Thái, người România, Nhân Chứng Giê-hô-va, người đồng tính, người khuyết tật, người cộng sản, nhà dân chủ xã hội và công đoàn viên đều bị coi là "kẻ thù của nhà nước" ở Đức Quốc xã.[4]
- Carlos Lamarca, Đại úy Lục quân Brasil đã đào ngũ để trở thành thủ lĩnh của lực lượng du kích cánh tả chống lại chế độ độc tài quân sự; Lamarca là người duy nhất trong lịch sử Brasil bị coi là kẻ phản bội, bị coi là "kẻ thù của nhà nước".[cần dẫn nguồn]
- Người rò rỉ tài liệu quân sự mật của Mỹ và điện tín ngoại giao Chelsea Manning bị buộc tội "trợ giúp kẻ thù" (được xác định là al-Qaeda).[5][6]
- Edward Snowden, chuyên gia máy tính người Mỹ đã tiết lộ thông tin chi tiết về các chương trình giám sát hàng loạt tối mật của Mỹ và Anh cho báo chí,[7] đã được giới bình luận thảo luận là bị bức hại như thể là kẻ thù của nhà nước.[8]
- Những nhà bảo vệ nhân quyền làm việc thay mặt cho các cộng đồng chịu ảnh hưởng từ những dự án phát triển quy mô lớn ngày càng bị coi là kẻ thù của nhà nước.[9][ở đâu?]
- Clive Palmer, một ông trùm khai thác mỏ người Úc, đã bị Mark McGowan, Thủ hiến Tây Úc, gán cho cái mác như vậy, khi Palmer kiện chính quyền Tây Úc vì không cho phép ông ta tự do ra vào tiểu bang này trong thời gian phong tỏa vì đại dịch COVID-19.[10]

### Tiểu sử
- Tiểu sử của Justin Raimondo viết về Murray Rothbard có nhan đề An Enemy of the State: The Life of Murray N. Rothbard.[11]
- Tiểu sử của Bill Lueders viết về Erwin Knoll có nhan đề An Enemy of the State: The Life of Erwin Knoll.[12]

### Hư cấu
- Nhân vật hư cấu Peter LaNague trong tiểu thuyết An Enemy of the State (The LaNague Federation, quyển 1) của F. Paul Wilson.[13]
- Nhân vật hư cấu Emmanuel Goldstein trong tiểu thuyết Một chín tám tư của George Orwell.
- Trong Resident Evil: Damnation, đặc vụ Leon S. Kennedy bị Tổng thống Cộng hòa Đông Slav Svetlana Belikova buộc tội là kẻ thù của nhà nước, từng ra lệnh cho lính canh của mình giết Leon ngay sau khi cô đấu tay đôi trong một thời gian ngắn với anh ta.[14]
- Sáu nhân vật chính trong Final Fantasy XIII bị coi là kẻ thù của nhà nước sau vụ tàn phá của Cocoon; các sự kiện chính của trò chơi xoay quanh việc họ cố gắng sống sót và hy vọng làm trong sạch được tên tuổi của mình.
- Tali'Zorah bị buộc tội phản quốc qua nhiệm vụ cá nhân của cô trong tựa game Mass Effect 2.
- Trong tập "Breaking Brig" của bộ phim truyền hình NCIS: New Orleans, nhóm truy lùng một nghi phạm được gọi là "Matt S. O'Feeney", một kiểu đảo chữ của eneMy OF State.[15] Nghi phạm là một người đàn ông nguy hiểm bị NCIS và Interpol truy nã vì buôn bán vũ khí trái phép và các hoạt động tội phạm khác.